# 맨 온 렛지
《맨 온 렛지》(원제:영어: Man on a Ledge, MAN ON A LEDGE로 표현)는 2012년 제작된 미국의 액션 스릴러 영화이다. 덴마크 감독 아스게르 레트가 감독했고, 샘 워딩턴, 엘리자베스 뱅크스 등이 출연하였다. 뉴욕을 무대로 사건이 펼쳐진다.
대한민국에서는 ㈜케이알씨지의 ㈜조이앤컨텐츠그룹에서 수입하여 2012년 2월 23일 개봉 예정으로 계획이 잡혔으나, 1일 앞당겨져 2012년 2월 22일부터 극장에 공개되었다.

## 줄거리
다이아몬드를 훔친 혐의로 25년 형을 선고 받은 전 경찰 닉은 유명한 뉴욕 루즈벨트 호텔 21층에 투숙한 뒤 창턱(ledge) 위에 올라선다. 이를 자살 시도로 확신한 많은 사람들의 관심이 쏠린 가운데 닉은 경찰 측 교섭자 리디아를 불러달라고 요청한다. 리디아는 닉의 행동 뒤에 숨은 동기를 파악해나간다.

## 출연
- 샘 워딩턴 - 닉 캐시디 역
- 엘리자베스 뱅크스 - 리디아 머서 역
- 제이미 벨 - 조지프 "조이" 캐시디 역
- 앤서니 매키 - 마이크 애커먼 역
- 에드 번스 - 잭 도허티 역
- 타이터스 웰리버 - 단테이 마커스 역
- 제너시스 로드리게스 - 앤절라 마리아 "앤지" 로페즈 역
- 키라 세지윅 - 수지 모랄레스 역
- 에드 해리스 - 데이비드 잉글랜더 역
- 윌리엄 새들러 - 프랭크 캐시디 역
- 필릭스 솔리스 - 네스터 역

## 해외 수출
대한민국
- 수입: ㈜조이앤컨텐츠그룹
- 배급: 롯데쇼핑㈜ (롯데엔터테인먼트 명의)
- 저작권 보호 대행: ㈜라온컴퍼니
- 번역: 홍주희